# Mark Indelicato
Mark Indelicato (ur. 16 lipca 1994 w Filadelfii) – amerykański aktor i piosenkarz, występujący w serialu Brzydula Betty.

## Filmografia
- 2002-2004: Nocny kurs (Hack) jako Berge (gościnnie)
- 2003: Disposal jako dziecko na rowerze
- 2005: Nie ma to jak hotel (The Suite Life of Zack and Cody') jako Antonio (gościnnie)
- 2006: Brzydula Betty (Ugly Betty) jako Justin Suarez
- 2007: The Beautiful World of Ugly Betty Justin Suarez (zdjęcia)
- 2014: Biały ptak w zamieci (White Bird in a Blizzard) jako Mickey